# Bene Re’em
Bene Re’em (hebr.: בני רא"ם) – moszaw położony w samorządzie regionu Nachal Sorek, w Dystrykcie Centralnym, w Izraelu.
Leży w południowej części Szefeli, na północny zachód od miasta Kirjat Malachi, w otoczeniu kibuców Chafec Chajjim i Rewadim, moszawów Kefar ha-Rif, Jinnon, Talme Jechi’el i Chacaw, oraz wioski Achawa. Na zachód od moszawu znajduje się baza lotnicza Chacor, należąca do Sił Powietrznych Izraela.

## Historia
Pierwotnie w miejscu tym znajdowała się arabska wioska al-Masmiyya. Podczas wojny o niepodległość w 1948 jej mieszkańcy uciekli w obawie przed pogromami ze strony żydowskiej Hagany. 8 lipca 1948 opuszczoną wioskę zajęli izraelscy żołnierze z Brygady Giwati. Zburzono wówczas 126 arabskich domów.
Współczesny moszaw został założony w 1949 przez żydowskich imigrantów z Europy Wschodniej i Jemenu. Nazwa pochodzi od pierwszych liter Rabina Avrahama Mordechai Altera (1866-1948).

## Edukacja
W moszawie znajduje się religijna uczelnia Kiryat Ha-Yeshiva.

## Gospodarka
Gospodarka moszawu opiera się na intensywnym rolnictwie i hodowli kwiatów.

## Komunikacja
Lokalna droga wychodząca z moszawu w kierunku południowym, dochodzi do drogi ekspresowej nr 3  (Aszkelon-Modi’in-Makkabbim-Re’ut). Droga wychodząca z moszawu w kierunku zachodnim dociera do drogi ekspresowej nr 40  (Kefar Sawa–Ketura). Natomiast droga wychodząca w kierunku północno-wschodnim dociera do ronda, na którym można skręcić na południe i dojechać do drogi ekspresowej nr 3, lub też jechać dalej w kierunku północno-wschodnim do kibucu Chafec Chajjim.